# Eugenio Landesio
Eugenio Landesio (Altessano, Reino de Cerdeña, 1810-Roma, Reino de Italia, 1879) fue un pintor piamontés, discípulo del húngaro Károly Markó, cuya trayectoria en México fue reconocida por su paso en la Academia de San Carlos y su influencia en la pintura de paisaje en exponentes como José María Velasco.

## Primeros años
Eugenio Landesio nació en 1810 en Altessano (hoy Venaria Reale), una aldea cercana a la ciudad de Turín, en Italia. Proveniente de una familia dedicada a la platería, de niño vivió en Roma. Se aficionó desde temprana edad al dibujo de una manera tan apasionada que su padre se resignó a que sería pintor. Así, Landesio comenzaría a estudiar paisaje con el francés Amédée Bourgeois, para pasar después a ser discípulo del paisajista húngaro Károly Markó.

## Llegada a México

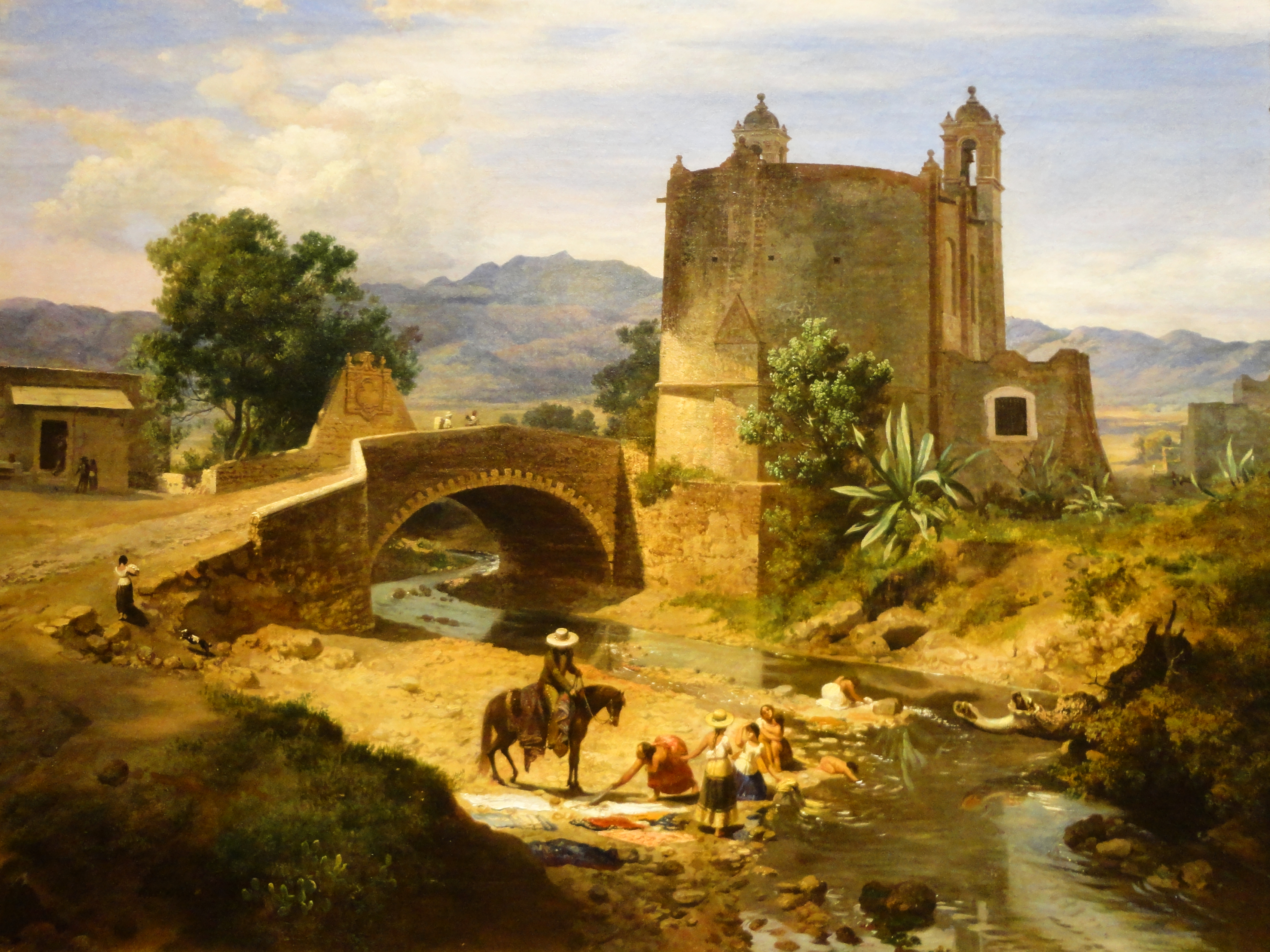
El Puente de San Antonio en el camino de San Ángel junto a Panzacola, 1855, MUNAL

Al igual que su maestro, Landesio fue un paisajista romántico, con tendencia a dulcificar los ambientes. Sus trabajos se conocía en México gracias a que algunos cuadros suyos fueron adquiridos por la Academia de San Carlos. En enero de 1855, por invitación del catalán Pelegrín Clavé entonces director del ramo de pintura de figura  de dicha institución, llegó a México para impartir las cátedras de paisaje, perspectiva y principios de ornato.
El pintor escribió tres libros de paisajismo que servían como libros de texto a sus alumnos en la Academia. Sus títulos son: Los cimientos del artista dibujante y pintor. Compendio de perspectivas lineal y aérea, sombras, espejos y refracción, con las nociones necesarias de geometría, 1866. La pintura general o de paisaje y la perspectiva en la Academia Nacional de San Carlos, 1867 y Escursión a la caverna de Cacahuamilpa y ascensión al cráter del Popocatepetl (sic), 1868.
En 1873, durante el gobierno de Sebastián Lerdo de Tejada los maestros de la Academia fueron obligados a jurar las Leyes de Reforma a lo que se negó Eugenio Landesio, razón por la cual tuvo que dejar su cátedra. Él quería que lo sucediera José María Velasco, pero Ignacio Manuel Altamirano impuso a Salvador Murillo, lo que dio lugar a una polémica pública entre el pintor y el novelista.

## Influencia

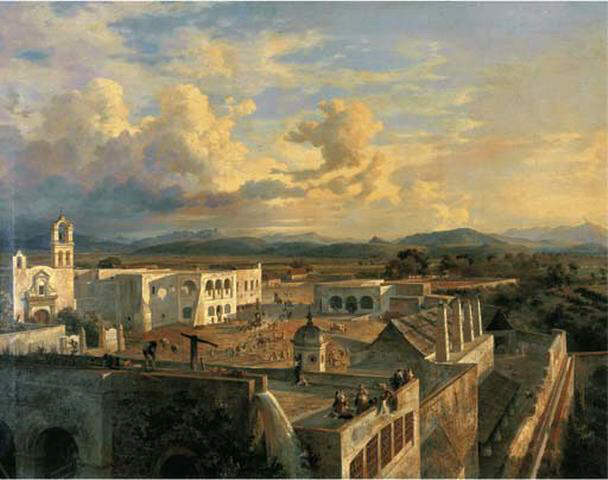
Hacienda de Colón, 1857 - 1858, Colección Banamex

Landesio ejerció una influencia positiva en su ramo, comparable a la que tuvieron sus amigos catalanes en los de pintura de figura y escultura que tenían encomendados. Puede afirmarse que, con él, arrancó la práctica del paisajismo como una actividad pictórica regular e institucionalizada en México. Tuvo varios discípulos destacados, entre ellos José Jiménez (1830-1859), Gregorio Dumaine (1843-1889); Luis Coto Y Maldonado (1830-1891); Salvador Murillo (1840-n.d.), quien dio la cátedra de Landesio entre 1873 y 1875; a Javier Álvarez; y uno excepcional, con quien habría de consolidarse dicha práctica: José María Velasco (1840-1912), quien a su vez habría de ser el maestro de la generación siguiente debido a la enfermedad pulmonar de Eugenio Landesio en 1871.
Landesio fue un pintor académico nato, de talento preceptivo y analítico. El método de enseñanza que impuso en San Carlos implicaba, con arreglo a las prácticas académicas, la descomposición del paisaje en sus elementos constitutivos, para su gradual estudio pormenorizado y su restructuración posterior, con propósitos estéticos, en la composición definitiva a partir del manejo de luces y sombras, copia fehaciente de la naturaleza y perfección en la perspectiva. Combinaba el trabajo en el taller con el estudio frente al modelo en el campo, al aire libre.
El maestro distinguía dos grandes partes o subtotalidades integradoras del paisaje: las "localidades" y los "episodios". Las primeras comprenden los distintos tipos de entorno y ambiente paisajísticos (celajes, follaje, terrenos, aguas, edificios); los segundos describen los diferentes grupos figurativos que le confieren a un lugar determinado sentido de la escala, rasgos tópicos diferenciadores, interés narrativo o densidad histórica (historia, escenas populares, escenas militares, escenas familiares, retratos y animales).

## Obras destacadas

Pinturas
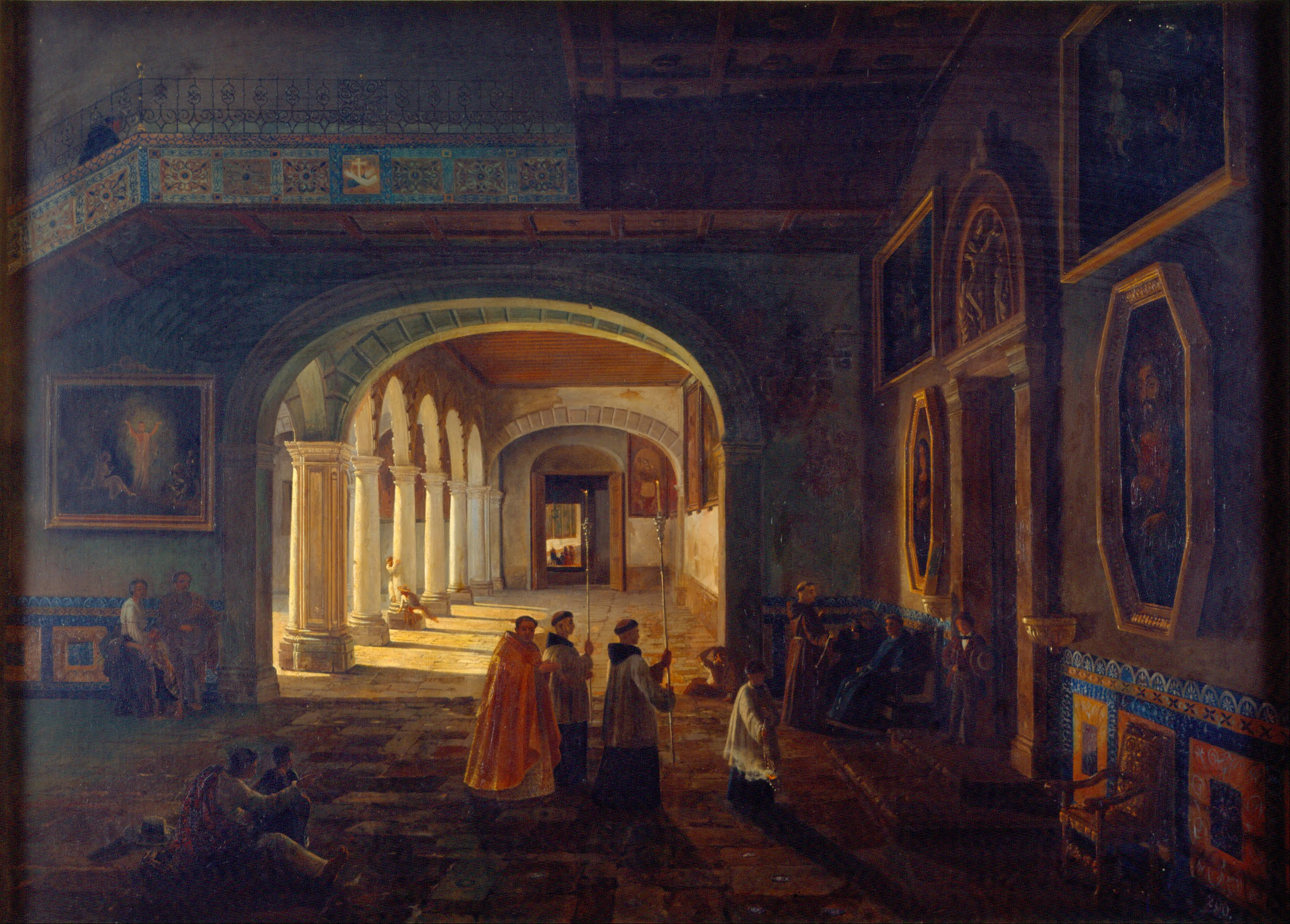
Antesacristía del convento de San Francisco, 1855, MUNAL, Ciudad de México
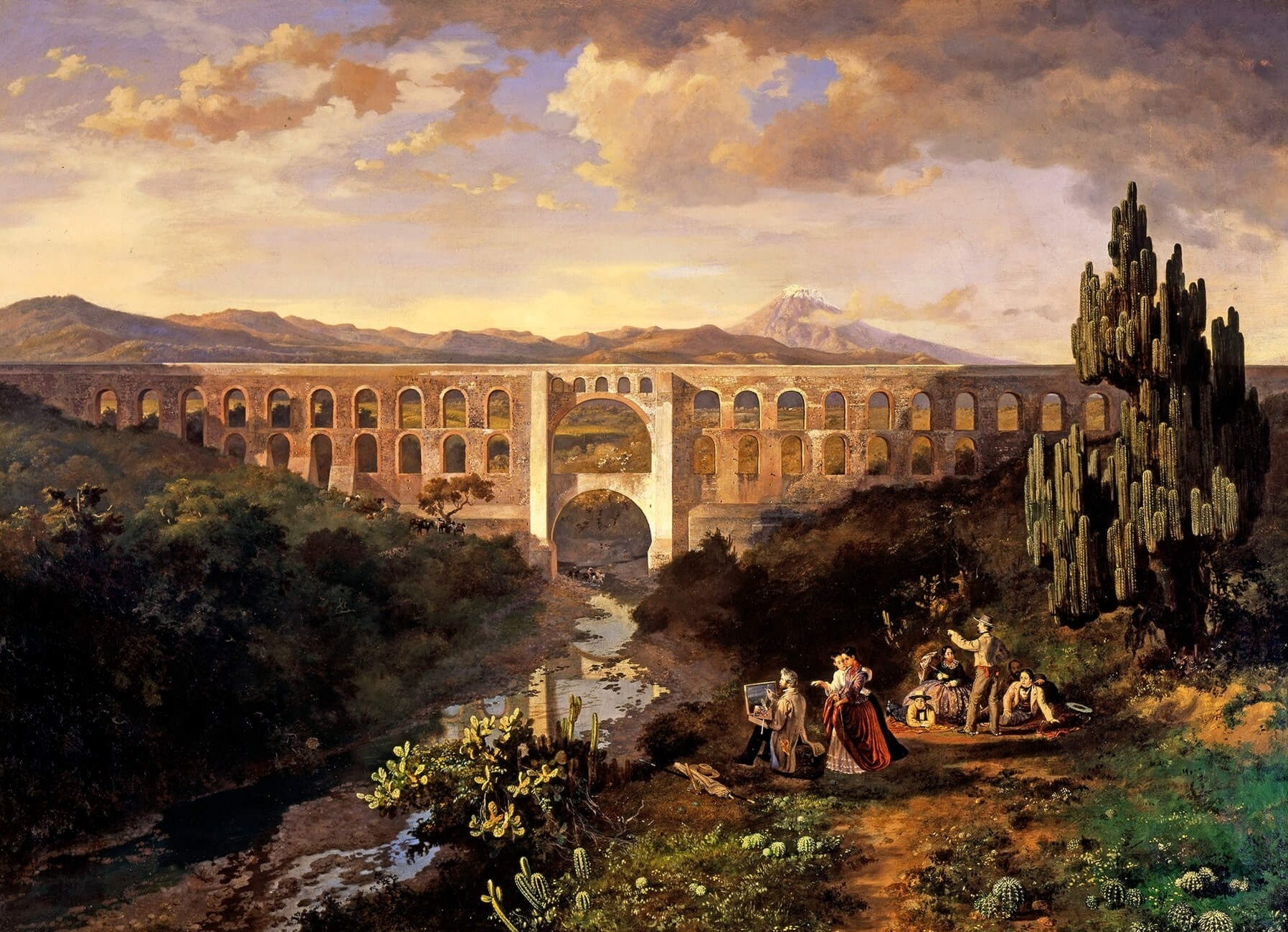
Vista de la Hacienda de Matlala, 1857, Museo Amparo, Puebla
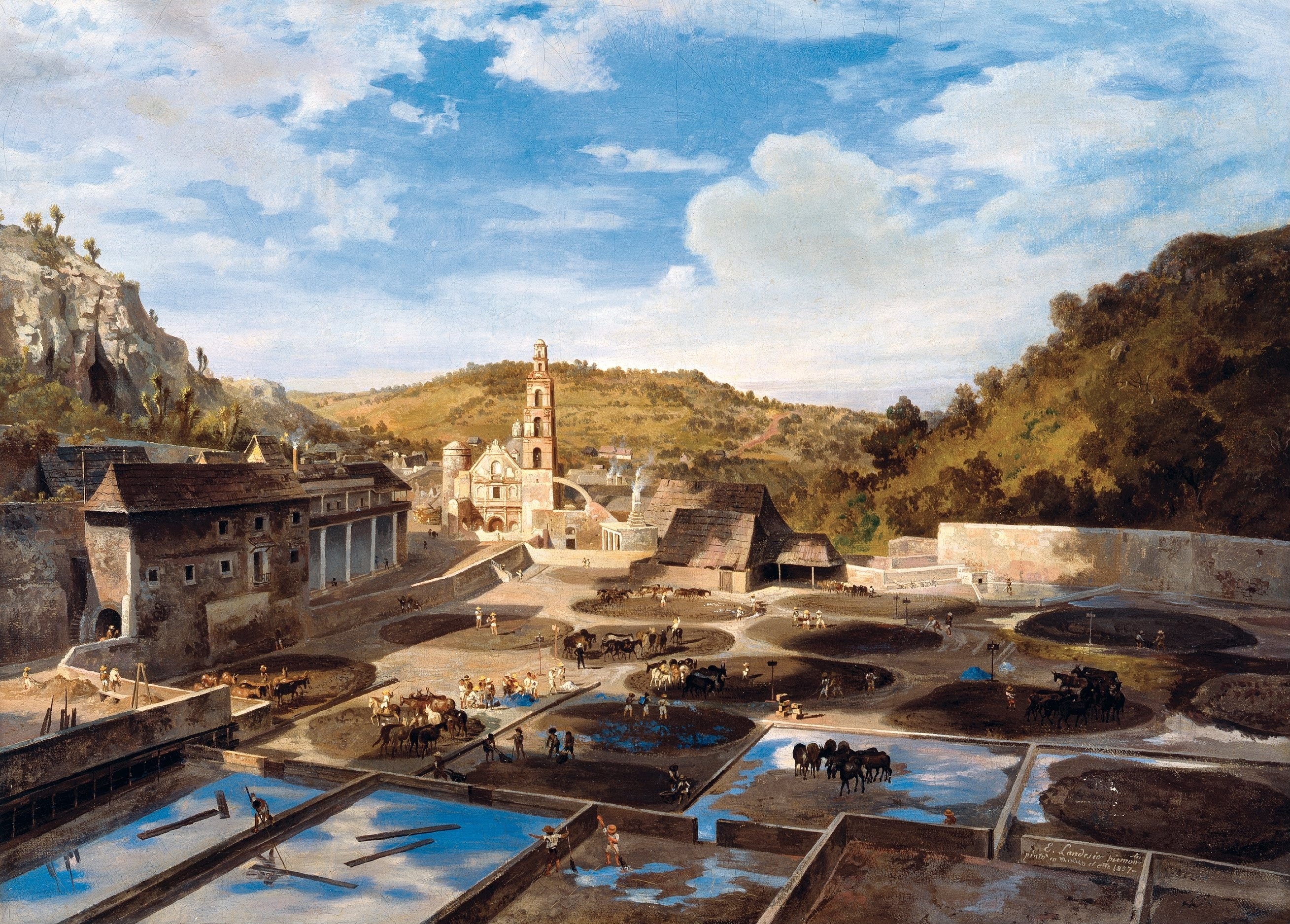
Patio de la Hacienda de Regla, 1857, Museo Soumaya, Ciudad de México
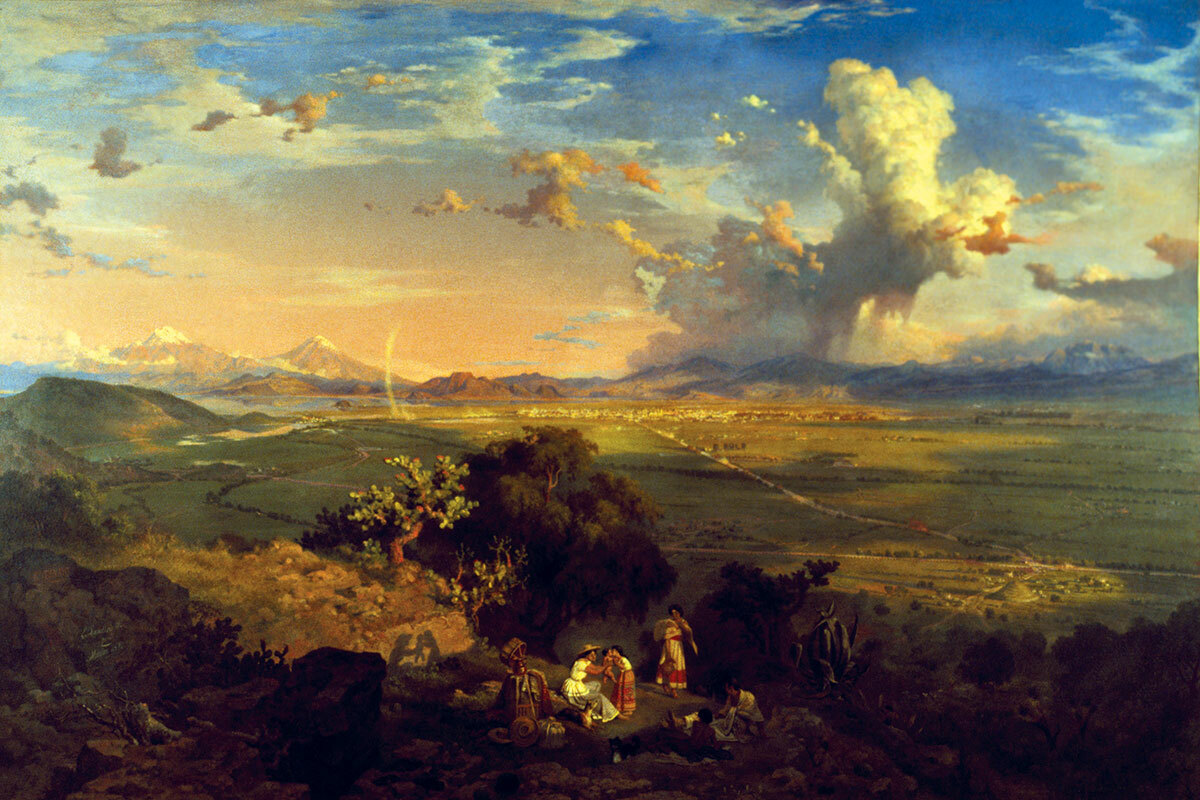
El Valle de México desde el cerro de Tenayo, 1870, MUNAL, Ciudad de México
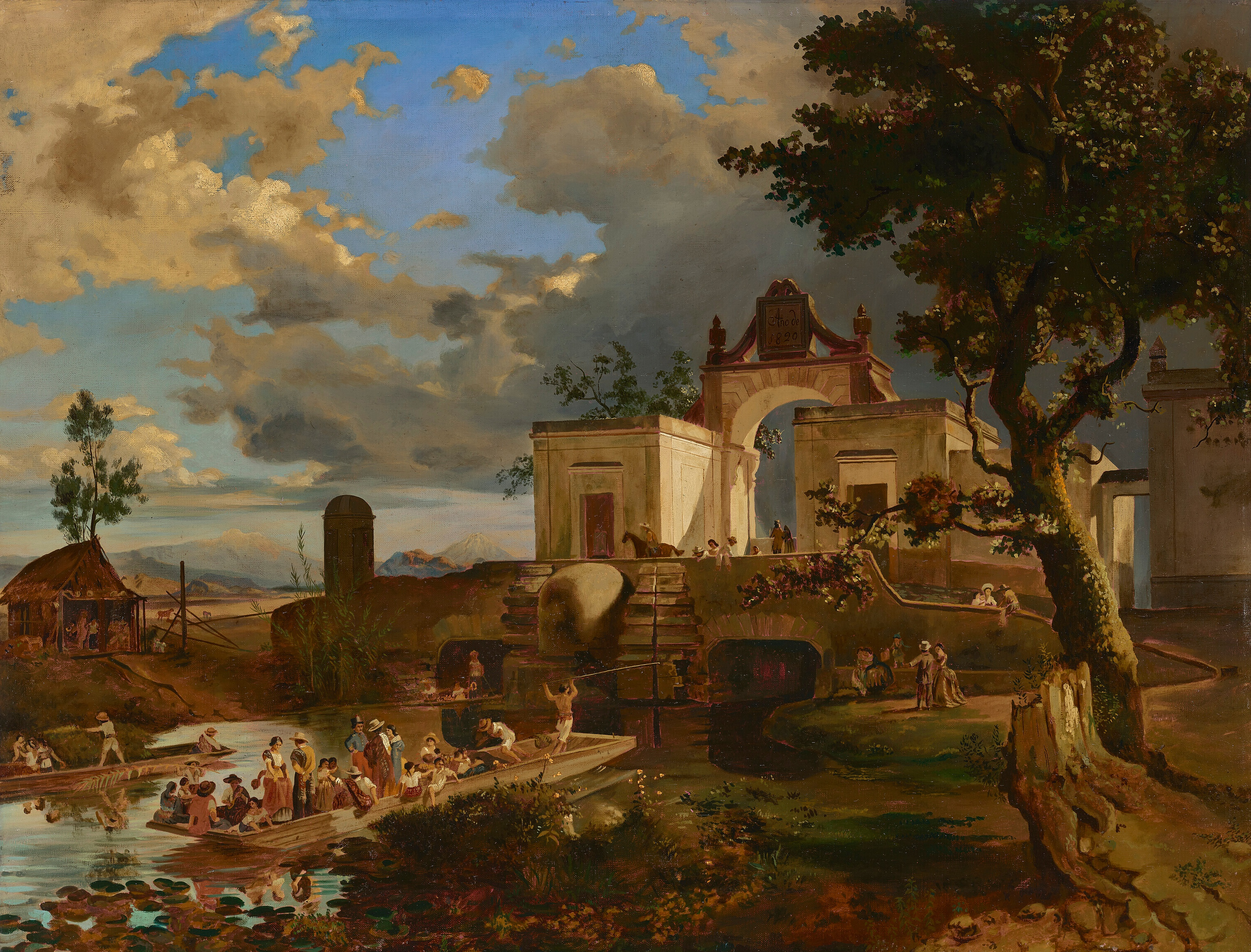
La Garita de la Viga, c. 1860, Colección privada

Grabados
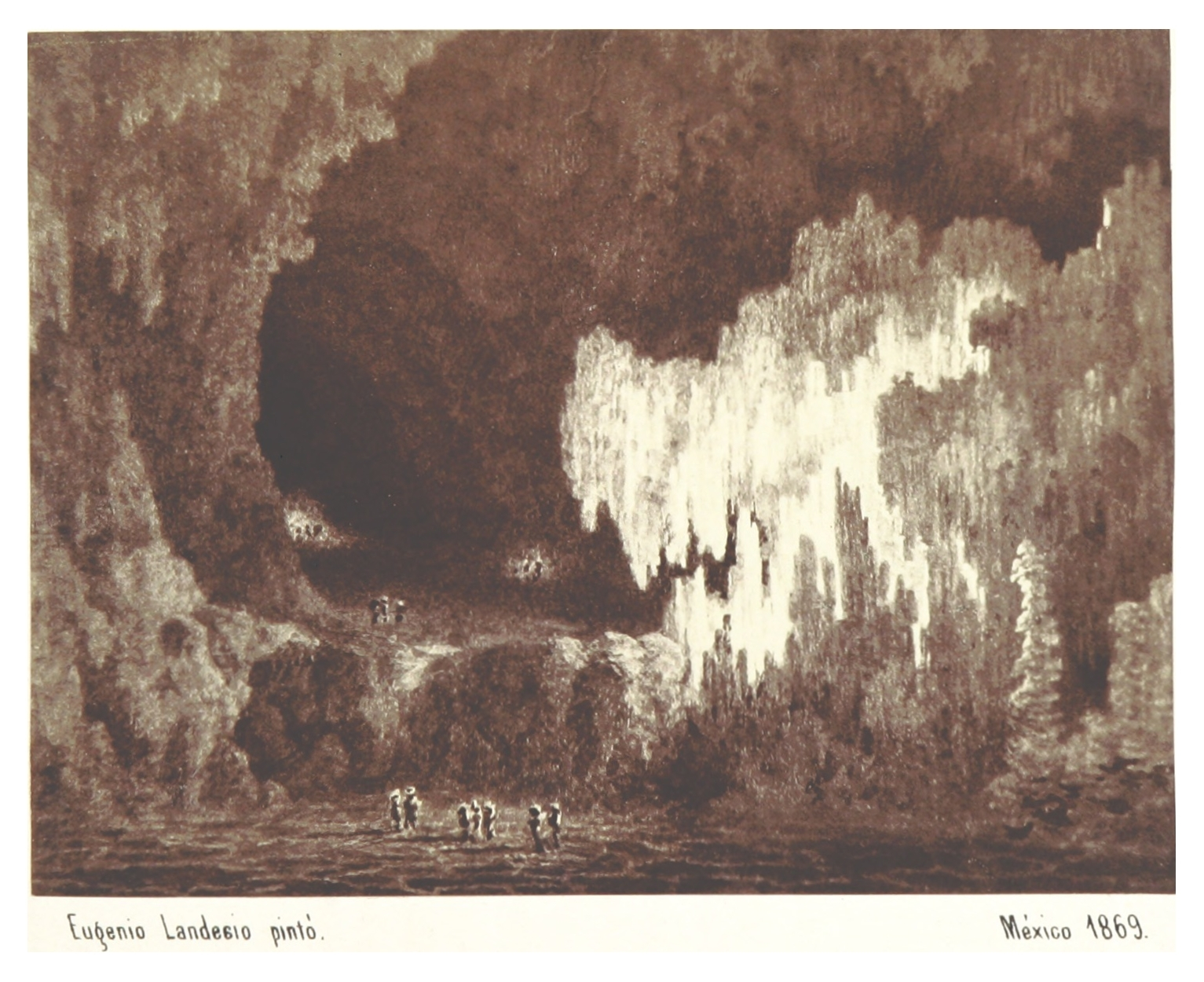
Caverna de Cacahuamilpa en Excursión a la Caverna de Cacahuamilpa y ascensión al Cráter del Popocatépetl. p. 20
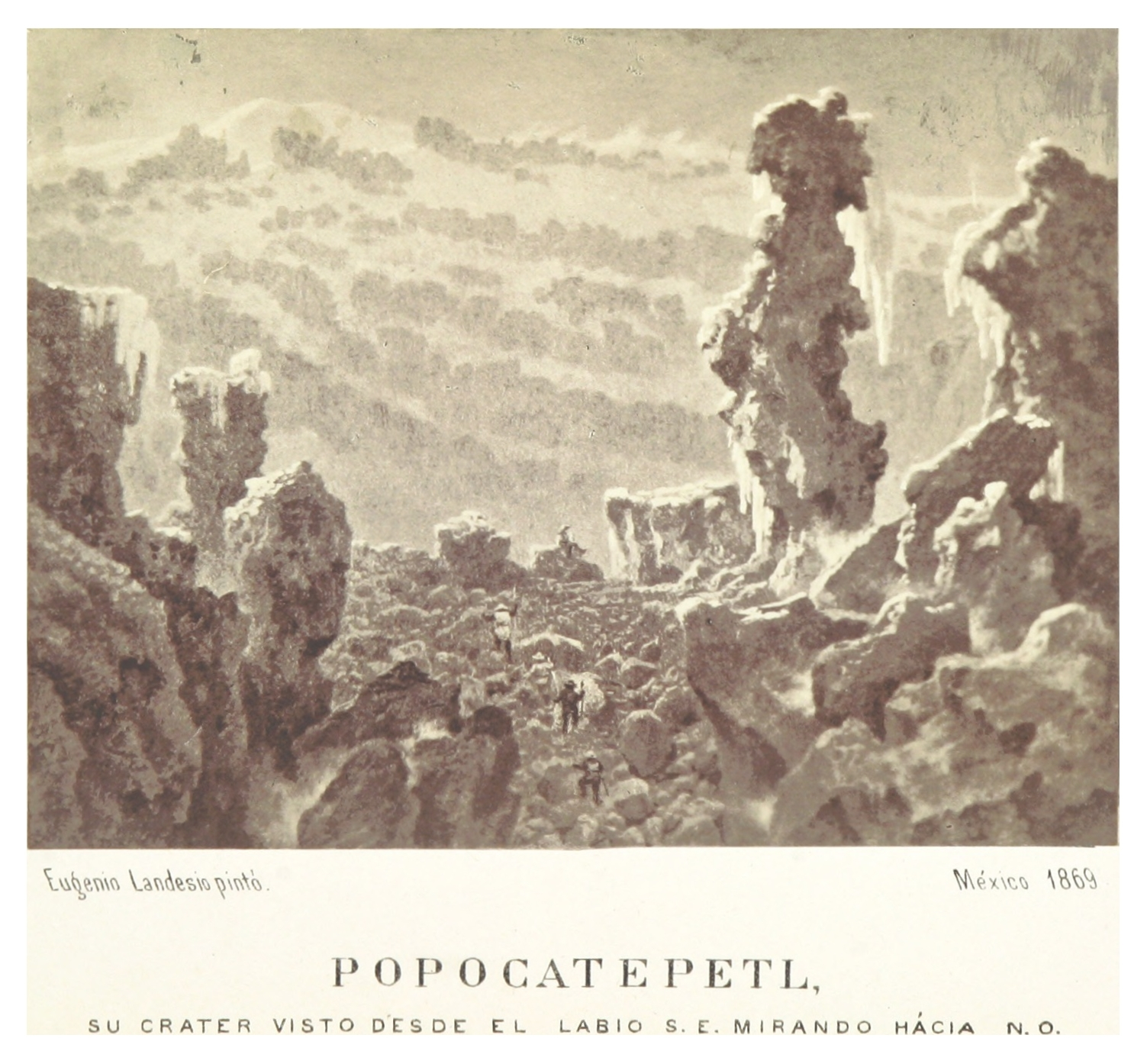
Cráter del Popocatépetl Excursión a la Caverna de Cacahuamilpa y ascensión al Cráter del Popocatépetl.  p. 48
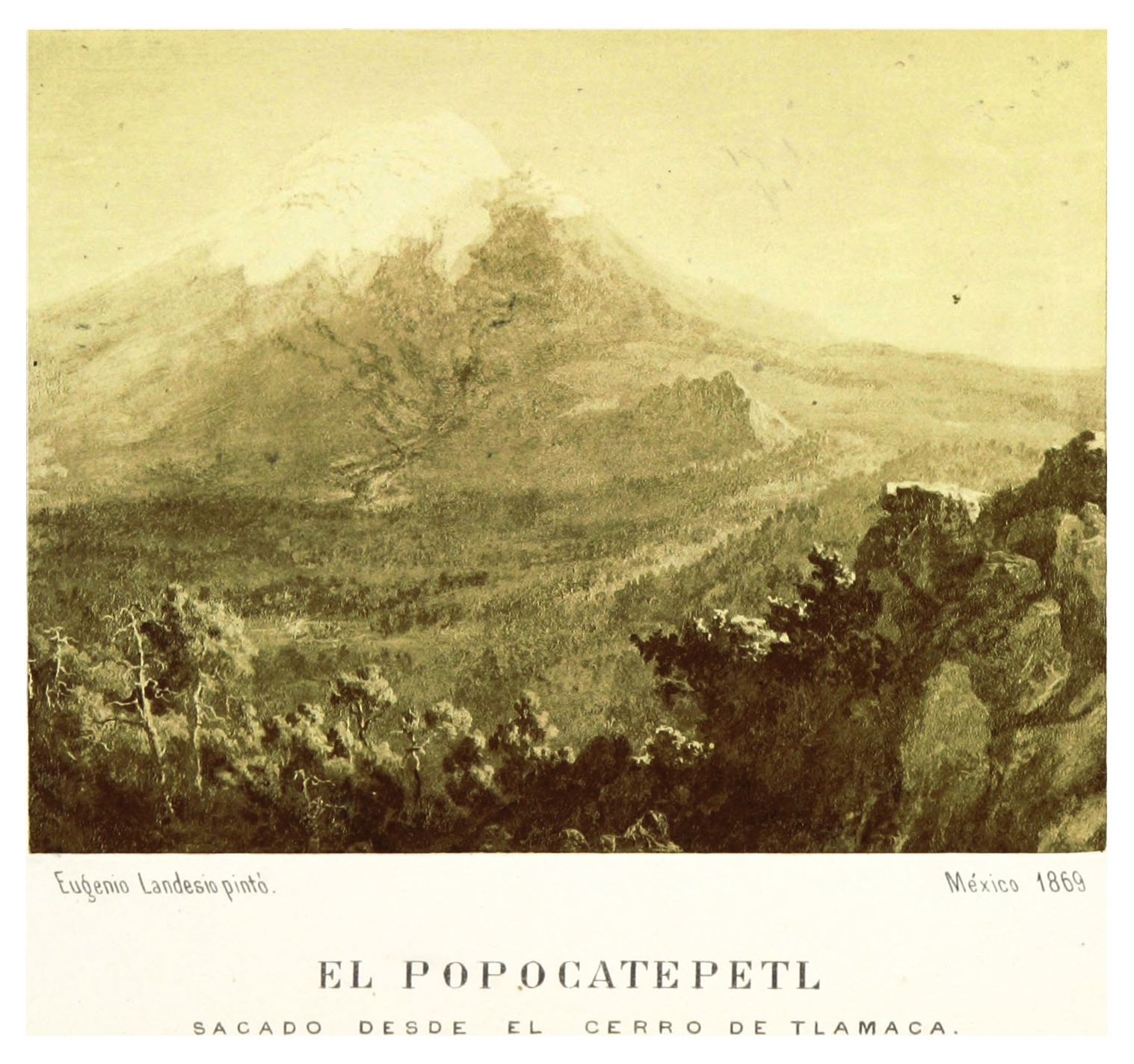
El Popocatépetl en Excursión a la Caverna de Cacahuamilpa y ascensión al Cráter del Popocatépetl. p. 50